# William Harris Ashmead

William Harris Ashmead

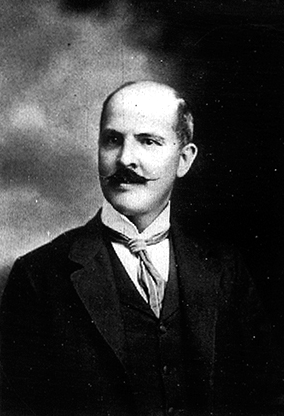
William Harris Ashmead

William Harris Ashmead (* 19. September 1855 in Philadelphia; † 17. Oktober 1908 in Washington, D.C.) war ein US-amerikanischer Entomologe. Am bekanntesten sind seine Arbeiten über Hautflügler.

## Leben
Ashmead war der Sohn von Albert Sydney Ashmead (1829–1916) und Elizabeth Ashmead, geborene Graham (1823–1910). Nach dem Studium arbeitete Ashmead zunächst für den Verlag J. B. Lippincott Co. Nachdem er nach Florida umgezogen war, gründete er einen eigenen landwirtschaftlichen Verlag. Er gab unter anderem das wöchentliche Magazin Florida Dispatch heraus, das sich hauptsächlich Schadinsekten widmete. 1878 heiratete Ashmead in Jacksonville Marriet Louisa Douglas Holmes (1860–1926). Mit ihr hatte er eine Tochter. 1879 schrieb Ashmead seine erste wissenschaftliche Publikation und wurde 1887 Angestellter des Landwirtschaftsministeriums des Bundesstaates Florida. Ab 1890 besuchte er Deutschland, um seine Kenntnisse auf dem Gebiet der Entomologie zu erweitern. 1895 wurde Ashmead Conservation Assistant im Department of Entomology des National Museum of Natural History, eines der 19 Museen der Smithsonian Institution. Diese Position behielt er bis zu seinem Tode.
Ashmead arbeitete als Systematiker an vielen Insektengruppen, hauptsächlich an Hautflüglern (Hymenoptera), bei denen er zahlreiche Arten neu beschrieb.

## Werke (Auswahl)

### Bücher
- 1893: Monograph of the North American Proctotrypidae. (Bulletin of the US National Museum 45) Washington: United States Government Printing Office.
- 1904: Descriptions of New genera and species of Hymenoptera from the Philippine Islands. (Proceedings of the US National Museum 29) Washington: US Government Printing Office.

### Arbeiten über Hautflügler (Hymenoptera)
- 1887: Studies on the North American Proctotrupidae, with descriptions of new species from Florida. Can. Entomol.  19 (7): 125–132. doi:10.4039/Ent19133-7
- 1895: Description of a new genus and new species of proctotrypid bred by Mr F.W. Urich from an embiid. J. Trin. Fld. Nat. Club 2: 264–266.
- 1896: The phylogeny of the Hymenoptera. Proc. Ent. Soc. Washington, 3 (5): 323–336. Digitalisat (kompletter Band 3 der Zeitschrift)
- 1897: Descriptions of some new genera and species of Canadian Proctotrupidae. Can. Entomol. 29 (3): 53–56. doi:10.4039/Ent2953-3
- 1903: Classification of the pointed-tailed wasps, or the superfamily Proctotrypoidea.-III. J. N. Y. Entomol. Soc. 11: 86–99.
- 1904: Descriptions of new Hymenoptera from Japan – 1. J. N. Y. Entomol. Soc. 12: 65–84 pdf.